# Angus d'Albini Bellairs
Pour les articles homonymes, voir Albini et Bellairs.
Angus d'Albini Bellairs, né le 11 janvier 1918 et mort le 26 septembre 1990 à Londres, est un herpétologiste britannique.

## Biographie
Il fait ses études à la Stowe School à Stowe (Buckinghamshire) et au Queens' College (Cambridge). Il est diplômé en médecine du University College Hospital de Londres. En 1942, il rejoint l’armée britannique comme médecin militaire. Il sert au sein de la 4e division en Afrique du Nord, au Moyen-Orient et en Italie. Il est promu major et sert dans la 14e armée en Birmanie et en Inde.
Dès sa jeunesse, il est intéressé par l’histoire naturelle, particulièrement par les reptiles et les amphibiens. Médaillé plusieurs fois durant la guerre, il préfère l’enseignement à l’exercice de la médecine. Il est professeur d’anatomie dans diverses institutions de Cambridge ou de Londres. En 1970, une chaire consacrée à l’anatomie des vertébrés est créée à l’université de Londres spécialement pour lui.

## Ouvrages publiés
- (en) The Life of Reptiles, Londres, Weidenfeld and Nicolson, 1969 (ISBN 978-0-297-17988-7).
- (en) Reptiles, Londres, Hutchinson, 1975, 4e éd. (1re éd. 1957), 240 p. (ISBN 978-0-09-123210-8).
- (en) The Isle of Sea Lizards, 1989, 299 p. (ISBN 978-0-904938-05-0)Roman.

## Source
- (en) Carl Gans, « Angus d'Albini Bellairs — An Appreciation », Copeia, vol. 1991, no 3,‎ 1er août 1991, p. 869-872.
- (en) Susan V. Bryant, « In Memoriam : Angus d'Albini Bellairs », Am. Zool., vol. 31, no 1,‎ 1991, p. 279-280.